# Yttre-Ljusvattnet (Degerfors socken, Västerbotten)
Yttre-Ljusvattnet är en sjö i Vindelns kommun i Västerbotten och ingår i Sävaråns huvudavrinningsområde. Sjön har en area på 0,241 kvadratkilometer och ligger 244,1 meter över havet.

## Delavrinningsområde
Yttre-Ljusvattnet ingår i det delavrinningsområde (715534-170287) som SMHI kallar för Utloppet av Norsträsket. Medelhöjden är 259 meter över havet och ytan är 16,35 kvadratkilometer. Räknas de 6 avrinningsområdena uppströms in blir den ackumulerade arean 44,17 kvadratkilometer. Norsån som avvattnar avrinningsområdet har biflödesordning 2, vilket innebär att vattnet flödar genom totalt 2 vattendrag innan det når havet efter 88 kilometer. Avrinningsområdet består mestadels av skog (69 procent). Avrinningsområdet har 2,5 kvadratkilometer vattenytor vilket ger det en sjöprocent på 15,3 procent.